# Chiyli
Koordinaten: 49° 10′ 29″ N, 57° 50′ 7″ O

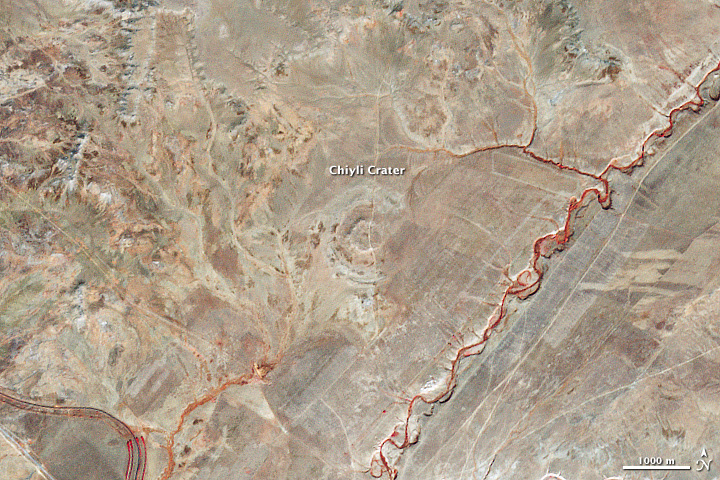
Krater Chiyli auf einem Satellitenbild der NASA

Der Krater Chiyli ist ein Einschlagkrater in Kasachstan.
Sein Durchmesser beträgt 5,5 Kilometer. Er entstand vor 39 bis 53 Millionen Jahren im Eozän. An der Erdoberfläche ist er sichtbar.